# Verticordia oculata
Verticordia oculata är en myrtenväxtart som beskrevs av Carl Daniel Friedrich Meisner. Verticordia oculata ingår i släktet Verticordia och familjen myrtenväxter. Inga underarter finns listade i Catalogue of Life.